# آنته ویدوشویچ
آنته ویدوشویچ (کرواتی: Ante Vidošević؛ ۲ اکتبر ۱۹۲۵ – ۲۳ اوت ۱۹۷۵) بازیکن فوتبال اهل کرواسی بود.
از باشگاه‌هایی که در آن بازی کرده‌است می‌توان به باشگاه فوتبال زاگرب اشاره کرد.
وی همچنین در تیم ملی فوتبال کرواسی بازی کرده‌است.